# Muixeranga de Guadassuar "La Carabassota"
La Muixeranga "La Carabassota" de Guadassuar , fundada a principis del 2017, és una associació cultural de la població riberenca de Guadassuar amb l'objectiu de difondre la cultura valenciana i en especial, el fet muixeranguer i els seus costums històrics i tècnics.

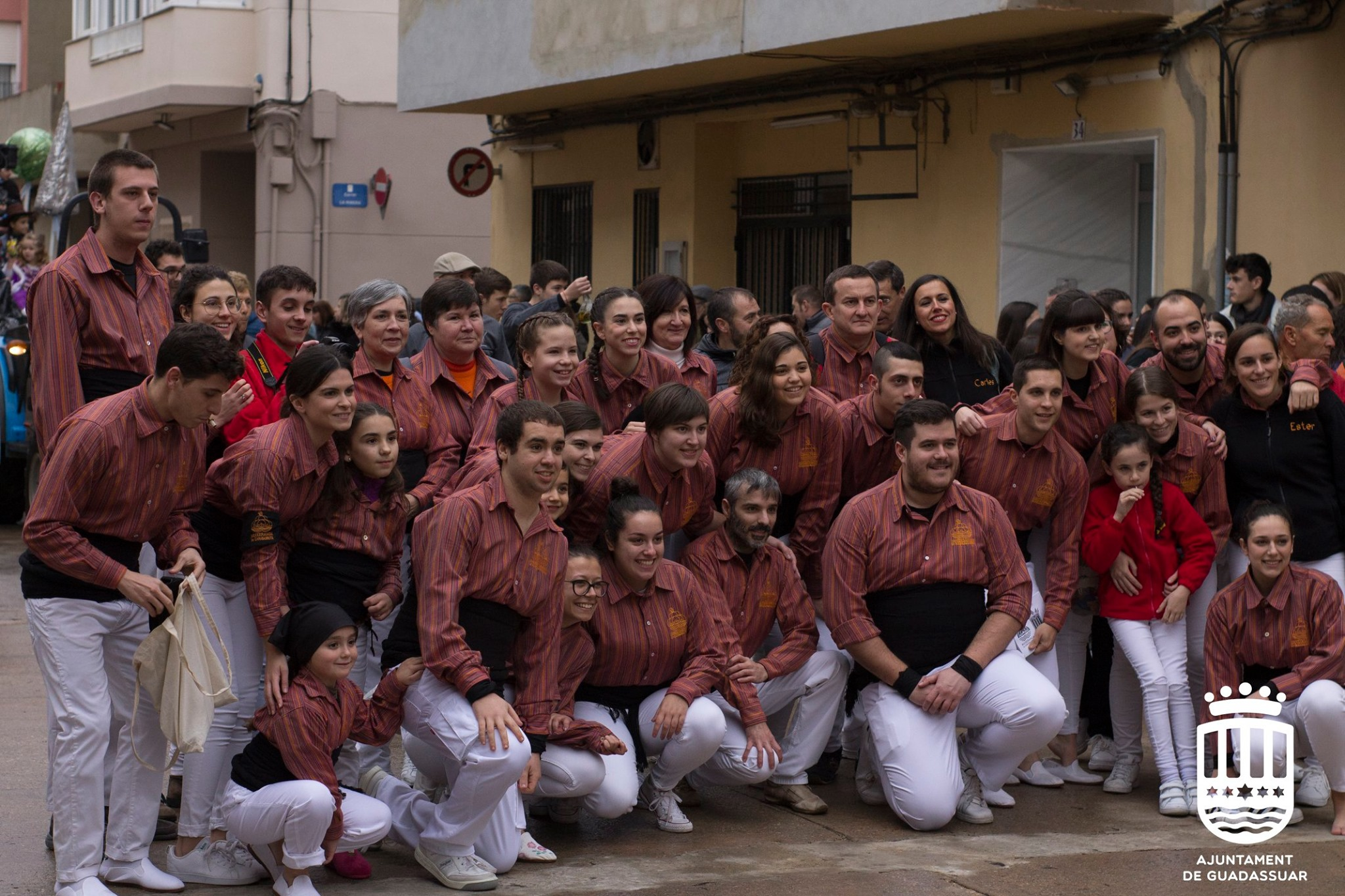
Fotografia de la colla durant la Repartició de la Carn 2020.

## Història
La presència d'una antiga muixeranga a Guadassuar es coneix per la correspondència entre Salvador Carreres Zacarés i el folklorista Joan Amades, en una carta del 1925.
La colla va ser fundada a principis de l'any 2017, participant aquest mateix any per primera vegada a la Cavalcada de La Repartició de la Carn, que se celebra el 21 de gener, la vespra del dia de Sant Vicent Màrtir, patró del poble de Guadassuar. Tot i això, des de setembre de 2016, els primers membres de la colla assajaven les diferents figures i balls que sorgirien en la dita cavalcada. Posteriorment, a l'abril del mateix any, la colla participaria, al seu poble, en la XXXII Trobada d'Escoles en valencià organitzada per Escola Valenciana. A principis del 2018 va començar a formar part de la Federació Coordinadora de Muixerangues juntament amb altres colles del País Valencià.
La indumentària està composta per camisa de ratlles fines de colors on predominen el color carabassa i el marró, a més de faixa negra i pantalons blancs.